# Воронки (Красногорський район)
Воронки́ (рос. Воронки) — село у Красногорському районі Московської області Російської Федерації.

## Розташування
Село Воронки входить до складу сільського поселення Ільїнське. Воно розташовано на північному березі річки Москви вздовж Новоризького шосе, неподалік від злиття річки Праслиха з річкою Вороний Брід. Найближчі населені пункти Новоархангельське, Михалково, Архангельське, Новий.

## Населення
Станом на 2010 рік у селі проживало 44 людини
.

## Визначні пам'ятки
У 1 км на південь від села розташована музей-садиба «Архангельське». У XIX ст. у Воронках знаходилися деякі садибні будови (пташник), з півдня до села примикав «Аполлонів Гай» пейзажного парку.
На південний захід від села збереглася пам'ятка археології — Воронківське городище, яке датується 5-7 ст..